# Predstruge
Predstruge – wieś w Słowenii, w gminie Dobrepolje. W 2018 roku liczyła 304 mieszkańców.